# Nicklas Kulti
Nicklas Kulti (Estocolmo, 22 de abril de 1971) é um ex-tenista profissional sueco.

## ATP Tour finais

### Duplas finais (25)
| Resultado | N.  | Data | Torneio                   | Piso     | Parceiro             | Oponentes                           | Placar        |
| --------- | --- | ---- | ------------------------- | -------- | -------------------- | ----------------------------------- | ------------- |
| Campeão   | 1.  | 1992 | Copenhague, Dinamarca     | Carpete  | Magnus Larsson       | Hendrik Jan Davids Libor Pimek      | 6–3, 6–4      |
| Campeão   | 2.  | 1992 | San Marino                | Saibro   | Mikael Tillström     | Cristian Brandi Federico Mordegan   | 6–2, 6–2      |
| Campeão   | 3.  | 1994 | Monte Carlo, Mônaco       | Saibro   | Magnus Larsson       | Yevgeny Kafelnikov Daniel Vacek     | 3–6, 7–6, 6–4 |
| Vice      | 1.  | 1994 | Båstad, Suécia            | Saibro   | Mikael Tillström     | Jan Apell Jonas Björkman            | 2–6, 3–6      |
| Vice      | 2.  | 1994 | Kuala Lumpur, Malásia     | Duro     | Lars-Anders Wahlgren | Jacco Eltingh Paul Haarhuis         | 0–6, 5–7      |
| Vice      | 3.  | 1995 | Aberto da França, Paris   | Saibro   | Magnus Larsson       | Jacco Eltingh Paul Haarhuis         | 7–6, 4–6, 1–6 |
| Campeão   | 4.  | 1996 | ATP de Antuérpia, Bélgica | Carpete  | Jonas Björkman       | Yevgeny Kafelnikov Menno Oosting    | 6–4, 6–4      |
| Vice      | 4.  | 1996 | St. Petersburg, Rússia    | Carpete  | Peter Nyborg         | Yevgeny Kafelnikov Andrei Olhovskiy | 3–6, 4–6      |
| Campeão   | 5.  | 1996 | New Delhi, India          | Duro     | Jonas Björkman       | Byron Black Sandon Stolle           | 4–6, 6–4, 6–4 |
| Vice      | 5.  | 1996 | Monte Carlo, Mônaco       | Saibro   | Jonas Björkman       | Ellis Ferreira Jan Siemerink        | 6–3, 3–6, 2–6 |
| Vice      | 6.  | 1996 | Los Angeles, EUA          | Duro     | Jonas Björkman       | Marius Barnard Piet Norval          | 5–7, 2–6      |
| Vice      | 7.  | 1996 | New Haven, EUA            | Duro     | Jonas Björkman       | Byron Black Grant Connell           | 4–6, 4–6      |
| Campeão   | 6.  | 1997 | Atlanta, EUA              | Saibro   | Jonas Björkman       | Scott Davis Kelly Jones             | 6–2, 7–6      |
| Campeão   | 7.  | 1997 | Båstad, Suécia            | Saibro   | Mikael Tillström     | Magnus Gustafsson Magnus Larsson    | 6–0, 6–3      |
| Vice      | 8.  | 1997 | Indianapolis, EUA         | Duro     | Jonas Björkman       | Michael Tebbutt Mikael Tillström    | 3–6, 2–6      |
| Vice      | 9.  | 1997 | U.S. Open, Nova York      | Duro     | Jonas Björkman       | Yevgeny Kafelnikov Daniel Vacek     | 6–7, 3–6      |
| Campeão   | 8.  | 1998 | St. Petersburg, Rússia    | Carpete  | Mikael Tillström     | Marius Barnard Brent Haygarth       | 3–6, 6–3, 7–6 |
| Vice      | 10. | 1998 | Praga, República Tcheca   | Saibro   | Fredrik Bergh        | Wayne Arthurs Andrew Kratzmann      | 1–6, 1–6      |
| Campeão   | 9.  | 1998 | Stockholm, Suécia         | Duro (i) | Mikael Tillström     | Chris Haggard Peter Nyborg          | 7–5, 3–6, 7–5 |
| Vice      | 11. | 1999 | Båstad, Suécia            | Saibro   | Mikael Tillström     | David Adams Jeff Tarango            | 6–7, 4–6      |
| Vice      | 12. | 1999 | Bournemouth, Inglaterra   | Saibro   | Michael Kohlmann     | David Adams Jeff Tarango            | 3–6, 7–6, 6–7 |
| Campeão   | 10. | 2000 | Barcelona, Espanha        | Saibro   | Mikael Tillström     | Paul Haarhuis Sandon Stolle         | 6–2, 6–7, 7–6 |
| Campeão   | 11. | 2000 | Halle, Alemanha           | Grama    | Mikael Tillström     | Mahesh Bhupathi David Prinosil      | 7–6, 7–6      |
| Campeão   | 12. | 2000 | Båstad, Suécia            | Saibro   | Mikael Tillström     | Andrea Gaudenzi Diego Nargiso       | 4–6, 6–2, 6–3 |
| Campeão   | 13. | 2000 | Paris Indoor, França      | Carpete  | Max Mirnyi           | Paul Haarhuis Daniel Nestor         | 6–4, 7–5      |